# هووكس كوتر
هووكس كوتر (بالإنجليزية: Hooks Cotter)‏ هو لاعب كرة قاعدة أمريكي، ولد في 22 مايو 1900 في هولدن في الولايات المتحدة، وتوفي في 6 أغسطس 1955 في لوس أنجلوس في الولايات المتحدة.

## وصلات خارجية
- هووكس كوتر على موقعبيزبول رفرنس.كوم (الدوري الرئيسي) (الإنجليزية)